# 陳思忠
陳思忠（1530年—？），字君衡，號南城（或作城南），福建興化府莆田縣人，鹽籍，明朝政治人物。

## 生平
嘉靖三十七年（1558年）戊午科福建鄉試第三十六名舉人。嘉靖三十八年（1559年）中式己未科會試第一百九十六名，三甲第六十八名進士。初授广东番禺县知县，改江西鄱阳县知县，官至雷州府知府。萬曆元年任應天府推官，同考癸酉順天府鄉試。

## 家族
曾祖陳允能，壽官；祖父陳汝傑；父陳宜鑑，母范氏。具庆下。弟雲蛟、陈岱、陈山（听选官）、陳萬、陳鉅徵、陈君达、陈为霖。